# Theodor Lundberg
Johan Theodor Lundberg (21. juni 1852 i Stockholm - 3. januar 1926 i Rom) var en svensk billedhugger.
Lundberg blev elev af Lea Ahlborn og akademiet 1868—77. Han fik den kongelige medaille for Loke skærer misteltenen (1881) og fortsatte sine studier i Paris (1882—84) på École des beaux-arts (Falguière) og derefter i Rom (til 1888). Han blev 1908 professor ved akademiet, 1911 direktør. Han har blandt andet skabt Narren (1882), Fisker, Sorg (Nationalmuseum i Stockholm 1897), statuetterne Per Svinehyrde, Dreng, som kaster smørrebrødet og Det første våben; endvidere Sankt Georg (1897, stort marmoreksemplar i Stockholms Slot), Bølgen og Stranden samt gruppen Fostbrødrene (1888 indkøbt i bronze til Nationalmuseum i Stockholm, opstillet uden for museet, et eksemplar anskaffet af den danske stat), Olaus Petri (1898, bronzestatue ved Storkyrkan i Stockholm), Ikaros, Svea (1902), Svea og den faldne karolin (1904, artillerigården i Stockholm), Orfeus (1905, uden for Nordiska Museet), gruppen Min familie (1905), Dreng med fisk (1908, Djurgården), Karl Gustav-monument (der stærkt kritiseredes af den unge kunst), statue af Wennerberg (1911, Uppsala), mange portrætbuster (ærkebiskop Sundberg, Erik Dahlberg (1914), J.O. Wallin (halvstatue, Falun 1917), dekorative arbejder for rigsdagsbygningen i Stockholm og Uppsala Domkirke, kunstindustrielle værker m. v.